# Place de l'Édit-de-Nantes (Paris)
Pour les articles homonymes, voir Place de l'Édit-de-Nantes.
La place de l'Édit-de-Nantes est une voie située dans le quartier de la Villette du 19e arrondissement de Paris en France.

## Situation et accès
La place est desservie par la ligne 7 à la station Crimée et par la ligne 5 à la station Laumière, via la rue de Crimée.

## Origine du nom
La place est ainsi nommée d'après l'édit de Nantes du 13 avril 1598 ayant pacifié la France, alors en guerre civile entre protestants et catholiques.

## Historique
La place prend sa dénomination actuelle par un arrêté municipal du 23 décembre 1998 sur l'emprise des voies qui la bordent.

## Bâtiments remarquables et lieux de mémoire
- Le square Serge-Reggiani, face à la place[1];
- Le Bassin de la Villette;
- Le Pont levant de la rue de Crimée.